# Amedeo Guillet

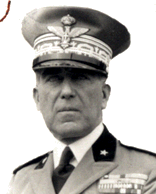
Generaal Guillet

Amedeo Guillet (Capua, 16 mei 1874 – Rome, 26 november 1939) was een generaal en senator in het koninkrijk Italië.

## Levensloop
Guillet volgde een uitgebreide militaire opleiding: Militair college van Messina (1886), Militaire Academie in Rome (1891), Artillerie- en genieschool (1894) en Oorlogsschool (1904). Hij vocht in de Italiaans-Turkse Oorlog en de Eerste Wereldoorlog. In deze laatste oorlog geraakte hij zwaar gewond (1917). 
In de jaren 1920 werkte hij voor de militaire commandant van Venezia en voor het 4e Leger van het Koninkrijk Italië. Er volgde een bevordering tot generaal, generale di corpo d’armata, dat het equivalent is van luitenant-generaal in andere landen. Generaal Guillet werd senator voor de Partito Nazionale Fascista (1939) en werd daar lid van de Commissie der Strijdkrachten. Hij stierf korte tijd nadien in 1939.